# Банат (1941—1944)
Банат (серб. Банат, нем. Banat) — политическое образование, существовавшее на территории оккупированной Сербии в годы Второй мировой войны.
В Банате с XVIII века имелось значительное немецкое население, известное как банатские швабы. Когда в 1941 году Королевство Югославия было разгромлено Германией, Италией и Венгрией, то, видя, что Бачка была передана Венгрии, а Срем получило Независимое государство Хорватия, представители местных немцев стали обращаться к Гитлеру с просьбами о создании на Дунае крупного немецкого государства. Однако германское правительство, желая оставить Банат в качестве приманки как для Венгрии, так и для Румынии (и та, и другая страна претендовали на эту территорию), предпочло, чтобы регион оставался под управлением немецкой военной администрации в Сербии. Так как это могло выглядеть как включение Баната в состав марионеточного сербского государства, то немцы приказали марионеточному правительству создать там отдельный административный регион, возглавляемый вице-губернатором из числа этнических немцев.
Сразу после оккупации германские войска стали очищать территорию Баната от еврейского населения. В августе 1942 года регион был объявлен «Юденфрай».
В октябре 1942 года была сформирована 7-я добровольческая горная дивизия СС «Принц Ойген». Её костяк составили банатские немцы, многие из которых ранее служили в королевской армии Югославии или даже ещё в австро-венгерской армии. Штаб дивизии разместился в Панчево, командиром дивизии стал румынский фольксдойче Артур Флепс.
Большинство немцев покинуло регион в 1944 году вместе с отступающими немецкими войсками. Оставшихся немцев Антифашистское вече народного освобождения Югославии объявило врагами народа, и они были сосланы в концентрационные лагеря в Кничанине и Сремска-Митровица. После войны они либо были депортированы, либо покинули страну сами.